# Ráth Károly (történész)
Ráth Károly (Győr, 1829. február 28. – Győr, 1868. április 12.) történész, levéltáros, az MTA levelező tagja.

## Életrajza
Édesapja Ráth Károly győri gabonakereskedő, édesanyja Kéler Zsuzsanna. Rokona volt Rát Mátyásnak, aki az első magyar hírlapot, a Magyar Hírmondót, alapította.
A győri evangélikus gimnáziumban, majd a pozsonyi evangélikus líceumban tanult 1841-1848 között.
1847-ben Pápa városáról írt tanulmánya az első nyomtatásban megjelent műve.
Részt vett az 1848-49-es szabadságharcban. A 23. honvédzászlóalj győri illetőségű fiatalokból alakult, itt hadnagy, főhadnagy, majd Kmety György hadsegéde lett. Részt vett a schwechati, móri, branyiszkói s kápolnai csatákban; ostromolta a budai vízvezeték védelmére emelt veszélyes palánkot, míg a fárasztó nyári hadjárat vége felé a sok viszontagság következtében kimerült és betegen a péterváradi kórházba került, ahol az osztrákok foglyává lett. Itt kereste fel édesanyja, aki fiát Győrbe hozta, ahonnét Pozsonyba vitték, hogy ott fölszabadulását kieszközöljék.
Amint a sok kellemetlen zaklatástól menekülhetett, ismét visszatért kedvelt történelmi tanulmányaihoz, melyekre Maár Bonifác győri akadémiai bencéstanár is buzdította. Első és legfőbb gondja volt Győr vármegyei és káptalani levéltáraiba bejutni, majd a győrvidéki nemes családok levéltárait kereste fel, és ezzel megvetette alapját azon oklevél-készletnek, melyet özvegye eredetiekben és pontos másolatokban a Magyar Tudományos Akadémiának ajándékozott. Függetlenségét megőrizvén, egyedül a győri olvasó-egylet könyvtárnokságát vállalta el.
1857-től a Győri Közlönyben publikált. 1858. december 15-én a Magyar Tudományos Akadémia levelező tagjává választotta. Akadémiai székfoglalója a török hódoltságról írt értekezése volt. 1861-ben a Győri Történelmi és Régészeti Füzetek indulásában is szerepet vállalt.
1863. december 27-én Répceszemerén tartott névnap alkalmával alsó-szopori Nagy János földbirtokos házánál néhány buzgó történetkedvelő, Ráthtal az élén megalakították a Dunántúli Történetkedvelők Társulatát, melynek célja volt a nemesség vidéki levéltárait átkutatni, összejöveteleket és felolvasásokat tartani, hogy közléseikkel a hazai történelmet emeljék. Ez volt alapja a későbbi Magyar Történelmi Társulat alakulásának, melynek előkészítésében később jelentős szerepet játszott.

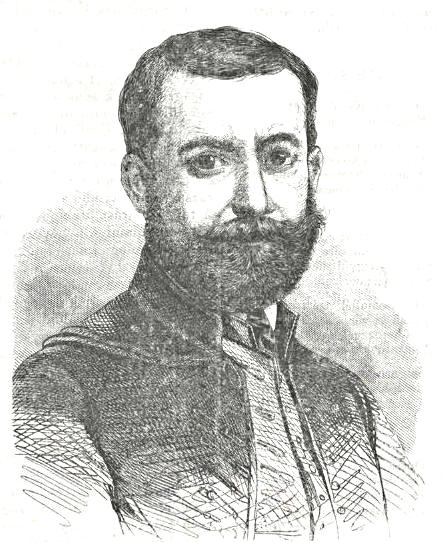
Ráth Károly portréja a Vasárnapi Ujságban

1862 augusztusában vezette oltárhoz Hencz Emiliát, a csikvándi evangélikus lelkész, Hencz Károly leányát.
1861-ben és 1867-től Győr vármegye levéltárosa volt. Ezen munkaköre jelentősen megkönnyítette a Hazai Okmánytár 1865-ös létrehozását. Maradandó érdemeket szerzett a hazai történeti kutatások megindításában, a tudományos közélet szervezésében, levéltári források felkutatásában és közreadásában, Győr megye levéltári anyagának rendezésében. Az utóbbi munka során különösen a 17. századi Győr megye gazdasági, társadalmi, politikai viszonyaira vonatkozóan folytatott máig is alapvető kutatásokat.

## Válogatás műveiből
- 1861 A magyar királyok hadjáratai, utazásai és tartózkodási helyei. Győr. (Második kiadás: Győr, 1866)
- 1861 II. Rákóczy Ferencz emlékirata a magyarországi hadjáratról 1703-1711. Győr.
- 1864 A bodonhegyi erősített kastély Sopronmegyében. Győr.
- 1865-67 Hazai okmánytár. (Codex diplomaticus patrius) I-IV. kötet. Győr.
- 1867 Dallos Miklós győri püspöknek politikai és diplomatiai iratai 1618-1626. Esztergom (Frankl Vilmossal).
- 1871 A rába-szent-miklósi egyház. Pest.
- 1874 A libényi templom Moson megyében. Magyar Óvár.
- Az MTA Kézirattárában Komárom hódoltsági történetéről és Korpona Levéltárából találhatóak jegyzetei.